# 風の魔法使いリオン
『風の魔法使いリオン』（かぜのまほうつかいリオン）は、森川さつき・作、さがのあおい・画の児童文学作品。フォア文庫・童心社より刊行される。

## あらすじ
小学3年生の楓リオンは夏休みに、夜ノ森のおばあちゃんの家に招かれる。そこでリオンはおばあちゃんから、風を操る風招（かぜおき）の力を受け継いだのだ。そして夜ノ森で出会った、黒猫の姿の使い魔ノワとともに世界を守るために、人間の悪事や疫神などさまざまな悪と戦う。

## 登場人物
楓リオン
東京に住む小学3年生の女の子。小柄で色白。目と髪は茶色っぽい。夏休みに夜ノ森のおばあちゃんから風招の力を受け継ぐ。口癖は「メンドイ」であったが、風招きの力が使えなくなるために封印している。風を扱うため、服装はチュニックにいろいろな丈のパンツやレギンスのことが多く、プリーツスカートのように捲れてしまう可能性のあるスカートの場合は下にスパッツをはいている。初代風招きのりんちゃんの生まれ変わりらしい。
ノワ
夜ノ森に住んでいたネコのような動物。リオンについて東京までやってくる。体は黒で、額のところだけ白い毛がある。目は右が緑、左が金のオッドアイ。人間の言葉も、動物の言葉も話すことができる。影を操る影操りの力を持つ。まだまだ修業中の身で力が弱い。文末にカタカナをつける独特の話し方をする。食いしん坊で、キャットフード以外にもいなりずしやワッフルなどを食べる。
おばあちゃん
東京から電車とバスで半日かかる夜ノ森に住んでいる。風招の力の継承者。薬草にも詳しい。その能力ゆえに、リオンの従姉やママから気味悪がられている。
ママ
リオンの母親。夫とは死別している。シングルマザーというこの設定は、リオンが自由に行動するために役立っている。リオンによく皿洗いのお手伝いを言いつける。動物は嫌いだが、ノワのことは受け入れる。
ライジュウ
初代風招のりんちゃんの使い魔だった動物。長いこと眠っていた。天狗から雷を操る能力を習った。顔はネコっぽく、脚が6本、尾が3本。尾は切り離し可能。切り離した後でも呼べば戻ってきてくっつく。毛はグレーのトラ柄で、足の先と鼻の周りが白。額にイナズマ模様がある。目は緑と金のオッドアイだが、ノワとは逆に右が金で左が緑。雷を操る以外にもいろいろな能力を持っているらしい。
りんちゃん
初代風招。天狗からライジュウの雷の魔法と対になる風の魔法を習う。ライジュウとともに疫神を退治する。

## 用語
風招（かぜおき）
風を操る魔法使い。額にホクロのある女の子がその術を受け継いできた。呪文は「天つ風、ここに降り来たりて我を助けたまえ」。負の感情を持つ言葉を口にすると魔法を使えなくなる。魔法の種類は疾風・標の風・返しの風・舞の風など。
使い魔

風の羽
風を招くときに使う道具。ペンダントになっていて根元に水晶がついている。魔法をかけるときに大きくなる。おばあちゃんくらいに修行を積むとこれを使わなくても風を操れるらしい。
疾風（はやて）
風の魔法のひとつ。主に攻撃に用いる。
標のかぜ（はなだのかぜ）
風の魔法のひとつ。人や物や妖怪などを探すときに使う。

## シリーズ
1. 風の魔法使いリオン(1)使い魔はしゃべるねこ?! 2008年7月第一刷刊行
2. 風の魔法使いリオン(2)雨は妖怪のなみだ?! 2009年1月第一刷刊行